# 李进祥
李进祥（1968年5月—2019年6月18日），中国作家，生于宁夏同心县。曾任中国作家协会会员，宁夏作家协会副主席。
李进祥曾获宁夏自治区“五一”劳动奖章等荣誉。其作品有长篇小说《孤独成双》、《拯救者》、《亚尔玛尼》，小说集《换水》、《女人的河》、《换骨》、《生生不息》等。《换水》获第十届全国少数民族文学创作骏马奖，短篇小说《四个穆萨》获第六届鲁迅文学奖提名。其作品被译为多国文字出版。